# تاريخ البلعمة

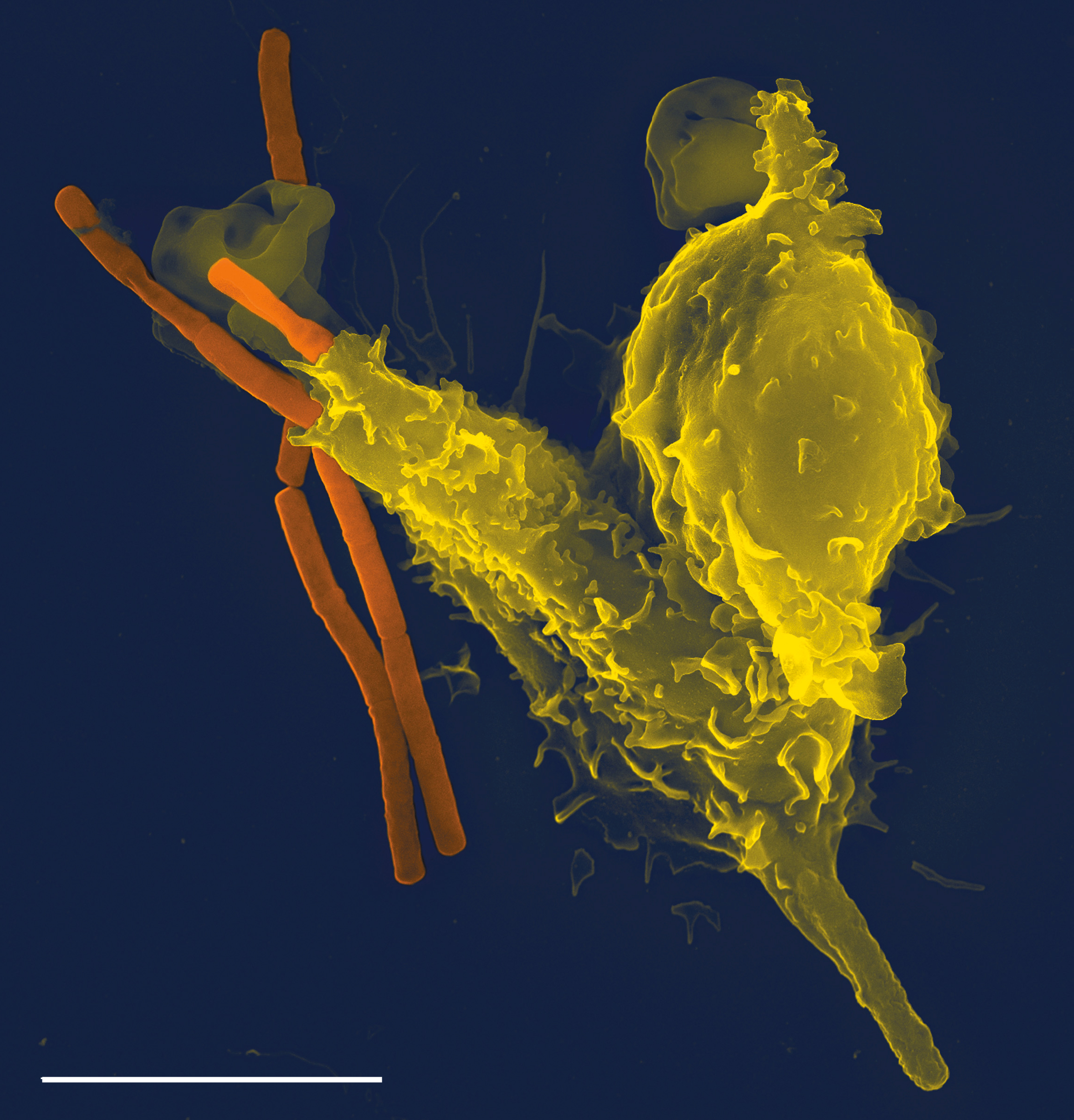
صورة بالمجهر الإلكتروني الماسح لخلية بلعمية (في اليمين باللون الأصفر) تبلعم بكتيريا الجمرة الخبيثة (في اليسار باللون البرتقالي).

تاريخ البلعمة هو سرد لاكتشافات الخلايا، المعروفة باسم الخلايا البلعمية، القادرة على التهام خلايا أو جزيئات أخرى، وكيف أدى ذلك في النهاية إلى تأسيس علم المناعة. تُستخدم البلعمة على نطاق واسع بطريقتين في الكائنات الحية المختلفة، للتغذية في الكائنات وحيدة الخلية (الطلائعيات) وللاستجابة المناعية لحماية الجسم من العدوى في الكائنات متعددة الخلايا. على الرغم من وجودها في مجموعة متنوعة من الكائنات الحية ذات الوظائف المختلفة، فإن عمليتها الأساسية هي الابتلاع الخلوي للمواد الغريبة (الخارجية)، وبالتالي، تُعتبر عملية محفوظة تطوريًا. تقدمت النظرية والمفهوم البيولوجي والملاحظات التجريبية واسم الخلية البلعمية (من اليونانية القديمة φαγεῖν (phagein) "يأكل" و κύτος (kytos) "خلية") من قبل عالم الحيوان الأوكراني إيليا ميتشنيكوف في عام 1883، وهي اللحظة التي تعتبر أساس أو ميلاد علم المناعة. أدى اكتشاف الخلايا البلعمية وعملية المناعة الفطرية إلى حصول ميتشنيكوف على جائزة نوبل في علم وظائف الأعضاء أو الطب عام 1908، ولقب "مؤسس المناعة الطبيعية". ومع ذلك، كانت العملية الخلوية معروفة قبل أعمال ميتشنيكوف، ولكن مع أوصاف غير حاسمة. كان أول وصف علمي من ألبرت فون كوليكر الذي أبلغ في عام 1849 عن طحلب يأكل ميكروبًا.  في عام 1862، أظهر إرنست هيكل تجريبيًا أن بعض خلايا الدم في البزاقة يمكنها ابتلاع جزيئات خارجية. بحلول ذلك الوقت، كانت الأدلة تتزايد على أن الكريات البيضاء يمكنها أكل الخلايا تمامًا مثل الأوليات، ولكن لم يدرك دور البلعمة في المناعة إلا بعد أن أظهر ميتشنيكوف أن كريات بيضاء محددة (في حالته الخلايا البلعمية) تأكل الخلايا.

## اكتشاف التغذية الخلوية
لُوحظت عملية البلعمة لأول مرة كعملية تتناول بها الكائنات وحيدة الخلية غذائها، وعادةً ما تكون كائنات أصغر حجمًا مثل الطلائعيات والبكتيريا. قدّم العالم السويسري ألبرت فون كوليكر أول وصف قاطع لها عام 1849. وكما ذكر في مجلة علم الحيوان العلمي (Zeitschrift für Wissenschaftliche Zoologie )، وصف كوليكر عملية تغذية طحلب شبيه بالأميبا أكتينوفريس سول (من الطحالب الشمسية). وتحت المجهر، لاحظ أن الطلائعيات ابتلعت وابتلعت (وهي العملية التي تُسمى الآن البلعمة الخلوية) كائنًا حيًا صغيرًا، أطلق عليه اسم infusoria (اسم عام للميكروبات في ذلك الوقت).  تقول الترجمة الحديثة لوصفه:
يصل الكائن [النقاعيات] المُعدّ للغذاء [أي المحاصر بالأشواك] تدريجيًا إلى سطح الحيوان [أي الأكتينوفيرس]، وبالتحديد، يتقلص الخيط الذي يلتقطه إلى لا شيء، أو، كما يحدث غالبًا، بمجرد أن يعلق في حيز الخيط، ينحل الخيط من حول الفريسة عندما يكون متقاربًا وعلى سطح جسم الخلية... يصبح المكان على سطح الخلية حيث يوجد الحيوان المحاصر تدريجيًا حفرة أعمق فأعمق، حيث تستقر الفريسة، الملتصقة من كل جانب بسطح الخلية.
الآن، بمواصلة السحب في جدار الجسم، يزداد عمق الحفرة، وتختفي الفريسة التي كانت سابقًا على حافة الأكتينوفيرس تمامًا، وفي الوقت نفسه، تلغي الخيوط الملتقطة، التي لا تزال ملقاة برؤوسها على بعضها البعض، بعضها البعض وتمتد مرة أخرى.  أخيرًا، تُخنق الحواف الحفرة، فتتخذ شكل قارورة (flaschenformig)، حيث تتداخل جميع جوانبها تدريجيًا، فتُغلق الحفرة تمامًا وتصبح الفريسة تمامًا داخل السيتوبلازم القشري. تتوافق العملية العامة التي قدمها كوليكر مع الفهم الحديث للبلعمة كطريقة تغذية. فالخيوط والفراغات الخيطية تُشبه الأرجل الكاذبة، والحفرة التي تتعمق تدريجيًا تُمثل عملية البلعمة الخلوية، وبنية ذات شكل زجاجي هي الجسيم البلعمي.

## اكتشاف الخلايا المناعية البلعمية

### الخلايا الحمضية
كان عالم الحيوان الألماني إرنست هيكل أول من أثبت البلعمة كخاصية من خصائص كريات الدم البيضاء، أي الخلايا المناعية. في عام 1846، اكتشف الطبيب الإنجليزي توماس وارتون جونز أن مجموعة من كريات الدم البيضاء، أطلق عليها اسم "الخلايا الحبيبية" (التي سُميت لاحقًا بالخلايا الحمضية)، يمكنها تغيير شكلها، وهي الظاهرة التي سُميت لاحقًا بالحركة الأميبية.  درس جونز دماء حيوانات مختلفة، من اللافقاريات إلى الثدييات، ولاحظ أن دم سمكة بحرية (سمكة الورنك) يحتوي على خلايا قادرة على الحركة تلقائيًا، ولاحظ أن "الخلايا الحبيبية أظهرت في البداية تغيرات ملحوظة في الشكل". ومع ذلك، أكد علماء آخرون نتائجه، ومن بينهم الطبيب الألماني يوهان ناثانيل ليبركوهن عام 1854، الذي خلص إلى أن الحركة ليست لهضم الطعام أو الجسيمات. ودحض هيكل استنتاج ليبركوهن، واكتشف أن هذه الخلايا قادرة بالفعل على ابتلاع الجسيمات، حتى تلك المُدخلة تجريبيًا. في عام 1862، حقن هيكل حبرًا هنديًا (أو النيلي) في بزاقة بحرية تُدعى تيثيس، ولاحظ كيف تمتص الأنسجة اللون. وأثناء استخراجه للدم، وجد أن جسيمات اللون تتراكم في سيتوبلازم بعض خلايا الدم. كان ذلك دليلاً مباشراً على البلعمة بواسطة الخلايا المناعية. قدّم هيكل تجربته في دراسة بعنوان "دراسة:الجذموريات الشعاعية". في عام 1869، لاحظ جوزيف جيبون ريتشاردسون في مستشفى بنسلفانيا كريات بيضاء أميبية من خلايا لعابه، وبول شخص دخل المستشفى بسبب مشاكل في الكلى والمثانة، وبول حالة التهاب مثانة. لاحظ من عينة القيح أن إحدى الخلايا تحتوي على "جزيء" متحرك بداخلها، حيث تضخمت الخلية تدريجياً حتى تمزقت في النهاية مثل "سرب نحل من خلية". افترض: "يبدو أنه ليس من غير المحتمل أن تجمع الكريات البيضاء، سواء في الشعيرات الدموية أو الغدد الليمفاوية، أثناء تحركاتها الأميبية، تلك الجراثيم من البكتيريا، والتي تشير تجاربي الخاصة إلى وجودها دائمًا في الدم بكمية أكبر أو أقل." وعلى الرغم من تجاهلها بشكل عام في دراسة البلعمة، بعد نشرها في الأصل في تقرير مستشفى بنسلفانيا، فقد أعيد إنتاجها في مجلات أخرى.

### الخلايا الظهارية
في عام 1869، نشر الطبيب الروسي كرانييد سلافيانسكي بحثه حول حقن خنازير غينيا والأرانب بالنيلي والزنجفر في مجلة Archiv für pathologische Anatomie und Physiologie und für klinische Medicin (التي سُميت لاحقًا بأرشيف فيرشو). وجد سلافيانسكي أن الكريات البيضاء تمتص النيلي والزنجفر بسهولة، كما تفعل خلايا الجهاز التنفسي (الحويصلات الهوائية). ولاحظ أن خلايا الحويصلات الهوائية تتصرف مثل الكريات البيضاء عند توزيعها في الحويصلات الهوائية ومخاط الشعب الهوائية، مما دفعه إلى اقتراح أن خلايا الأنسجة هي مصدر امتصاص الجسيمات في الرئتين. وخلص إلى: وبما أن هذه الخلايا تحتوي على الزنجفر، فمن البديهي أن نفترض أنها خلايا دم بيضاء مهاجرة من الأوعية ولا تجد أي صبغة حرة في الحويصلات الهوائية في الرئة، كما هو الحال في الحالات التي يتم فيها حقن الزنجفر في الدم بعد إدخال خليتين نيليتين إلى الرئتين مسبقًا، حيث تظهر الخلايا المحتوية على الزنجفر... إما أنها خلايا دم بيضاء مهاجرة خضعت لتحول المخاط وتحولت بعد ذلك إلى كريات مخاطية، أودر  يمكن أن تتكون من ظهارة أسطوانية متحولة لقصبة هوائية. [بما أن هذه الخلايا تحتوي على الزنجفر، فمن الطبيعي افتراض أنها خلايا دم بيضاء هاجرة خارج الأوعية الدموية ولا تجد أي صبغة حرة في الحويصلات الرئوية، كما هو الحال في التجارب التي أُدخل فيها الزنجفر إلى الدم بعد إدخال النيلي إلى الرئتين قبل يومين من ظهور خلايا الزنجفر. إما أنها خلايا دم بيضاء مهاجرة خضعت لتحول المخاط وبالتالي أصبحت كريات مخاطية، أو أنها قد تأتي من الظهارة العمودية المتحولة للغشاء المخاطي للقصبات الهوائية]. نشر الطبيب الكندي ويليام أوسلر من كلية ماكجيل مقالاً بعنوان "حول أمراض رئة عمال المناجم" في مجلة كندا الطبية والجراحية عام 1875. كان أوسلر قد فحص حالة من مرض الرئة السوداء (تغبر الرئة) لدى عاملين منجمين.  من تشريح جثة شخص توفي بسبب المرض، وجد كريات بيضاء وخلايا رئوية (خلايا الحويصلات الهوائية) تحتوي على جزيئات الفحم (الكربون). بالنسبة لخلايا الدم، لم يكن مقتنعًا بأن جزيئات الفحم قد امتصتها الخلايا؛ بل اقترح بدلًا من ذلك "أنها يجب اعتبارها العناصر الخلوية الأصلية للحويصلات الهوائية"، مُقرًا بافتقاره إلى "المعرفة اللازمة لاتخاذ قرار". أما بالنسبة لخلايا الرئة، فكانت ملاحظاته واضحة، حيث لاحظ: داخل جميع هذه [خلايا الرئة]، توجد جزيئات الكربون بأعداد هائلة، تملأ الخلايا بدرجات متفاوتة. بعضها مكتظ بكثافة بحيث لا يمكن اكتشاف أي أثر لمادة الخلية، والأكثر شيوعًا أن تبقى حافة من البروتوبلازم حرة، أو في نقطة قريبة من محيط الخلية، تُرى النواة، التي تكون في هذه الخلايا دائمًا تقريبًا غير مركزية، مكشوفة... ولوحظت عينة غريبة للغاية: على قطعة كربون مستطيلة، كانت ثلاث خلايا متصلة، واحدة في كل طرف، وثالثة في المنتصف؛ بحيث بدا الشكل العام مشابهًا بشكل لافت للنظر لدمبل.  لم أستطع تصديق ذلك في البداية، حتى لمستُ الغطاء العلوي بإبرةٍ وحركتُ الفتحة، فتأكدتُ تمامًا من أن أطراف القضيب مغروسة تمامًا في الكريات، وأن الجزء الأوسط مُحاطٌ بالكامل بآخر. واصل أوسلار تقريره بملاحظاته التجريبية. حقن حبرًا هنديًا في إبط ورئتي قطط صغيرة. عند تشريح هرة صغيرة عمرها يومان، لاحظ وجود كريات بيضاء وخلايا نسيجية كبيرة، أظهرت حركاتٍ أميبية، تحتوي على الحبر. ومع ذلك، لم يستطع تحديد كيفية انتشار الحبر داخل الخلايا، إذ أسقط شريحة الاختبار عن طريق الخطأ وكسرها.  من هرة صغيرة عمرها أربعة أسابيع، وجد أن الحبر يتراكم أيضًا في جميع خلايا الدم والرئة تقريبًا، وكانت هذه الخلايا مكتظة لدرجة أنه "يكاد يكون من المستحيل رؤية أي شيء منها تحت المجهر". كان مقتنعًا بوجود عملية خلوية لامتصاص الجسيمات ("مواد مهيجة" كما سماها)، والتي اعتبرها "دخولًا في الأوعية" أو "ابتلاعًا"، كما خلص إلى: نتحدث هنا عن دخول في الأوعية، أو بالأحرى ابتلاع كريات الدم الحمراء داخل كريات أخرى. ينكر الكثيرون هذا، ولكن وفقًا لملاحظاتي، لا شك في ذلك. في هذه الكريات، شوهد ما يصل إلى ست إلى عشر كريات، وفي أخرى أيضًا، لم يكن من الممكن رؤية حدود الكريات الحمراء، كما لو أن الخلايا امتصت المادة الملونة فقط.

## اكتشاف البلاعم

### الأساسيات
اكتشف عالم الحيوان الأوكراني إيلي ميتشنيكوف الخاصية البلعمية للبلاعم، وهي كريات دم بيضاء متخصصة، ودورها في المناعة. إلا أنه لم يكتشف البلاعم أو البلعمة، كما هو مذكور في الكتب. كان ميتشنيكوف يعمل أستاذًا لعلم الحيوان والتشريح المقارن في جامعة أوديسا، أوكرانيا (الإمبراطورية الروسية آنذاك)، منذ عام 1870. في عام 1880، أصيب بانهيار عصبي، يُعزى جزئيًا إلى إصابة زوجته أولغا بيلوكوبيتوفا بحمى التيفوئيد المميتة، وحاول الانتحار عن طريق حقن نفسه بعينة دم من شخص مصاب بحمى انتكاسية. بحلول ذلك الوقت، كان مهتمًا جدًا بنظرية تشارلز داروين في الانتقاء الطبيعي، وكان يبحث في أصل الحيوانات متعددة الخلايا. استنادًا إلى معرفة أكل الخلايا لدى الحيوانات متعددة الخلايا البدائية، اعتقد ميتشنيكوف أن السلف المشترك للحيوانات متعددة الخلايا لا بد أن يكون كائنًا بسيطًا آكلًا للخلايا. أظهرت ملاحظاته التجريبية الأولية عام 1880 في نابولي بإيطاليا أن هذا الهضم داخل الخلايا يحدث في النسيج النسيجي (الخلايا النسيجية) للزواحف، واقتنع بأن الحيوان متعدد الخلايا الأصلي لا بد أن يكون كذلك. أطلق على هذا السلف الافتراضي للحيوانات متعددة الخلايا اسم بارنشيميلا (عُرف لاحقًا باسم فاجوسيتيلا؛ وهو مصطلح يُستخدم للإشارة إلى يرقات الإسفنجيات التجريبية). كان هذا تناقضًا مباشرًا مع فرضية إرنست هيكل، عالم الحيوان الألماني والمؤيد القوي لنظرية داروين. في عام 1872، صاغ هيكل نظرية (كجزء من نظريته التطورية المسماة قانون الوراثة الحيوية) مفادها أن السلف المتعدد الخلايا يجب أن يكون مثل الجاسترولا، وهي مرحلة جنينية تخضع للانغلاف كما هو الحال في الحبليات. أطلق على السلف الافتراضي اسم الجاستريا.

### اكتشاف تجريبي
لتعزيز نظريته حول النسيج البرنشيمي، فكّر ميتشنيكوف في عدة طرق للبحث عن عملية أكل الخلايا كعملية أساسية في الحيوانات متعددة الخلايا. في صيف عام 1880، استقال من جامعة أوديسا وانتقل إلى ميسينا، وهي مدينة ساحلية في صقلية، حيث تمكن من إجراء بحث خاص. أشارت دراسته الأولية على الإسفنج إلى أن خلايا الأديم المتوسط والأديم الباطن (جدار أنسجة الجسم) تقوم بحركات أميبية وأكل للخلايا. وقد أظهرت تجاربه السابقة على الديدان المسطحة أن الأديم الباطن يتشكل عن طريق هجرة الخلايا، وليس عن طريق الانغلاف. وقد استندت دراسته النقدية إلى يرقات نجم البحر (البيبيناريا)، Astropecten pentacanthus (التي أُعيد تصنيفها لاحقًا باسم Astropecten irregularis). لاحظ ميتشنيكوف أن غطاء جسم نجم البحر الشفاف يتكون من طبقتين: الخارجية (الأديم الظاهر) والداخلية (الأديم الباطن)، وأن الفراغ بينهما مليء بخلايا الأديم الباطن المتحركة. وعندما حقن نجم البحر بصبغة كارمين (صبغة حمراء)، وجد أن الخلايا الأميبية تمتص الصبغة (تأكلها) عند تحولها إلى اللون الأحمر. وعلق قائلاً: "لقد وجدتُ أنه من السهل إثبات أن هذه العناصر استحوذت على أجسام غريبة متنوعة للغاية من خلال عملياتها الحيوية، وأن بعض هذه الأجسام خضع لهضم حقيقي داخل الخلايا الأميبية." ثم ابتكر فكرة جديدة مفادها أنه إذا كانت الخلايا قادرة على التهام الجسيمات الخارجية، فلا بد أنها مسؤولة عن التهام المواد الضارة ومسببات الأمراض مثل البكتيريا لحماية الجسم - وهي العملية الأساسية للمناعة. في ظهيرة أحد أيام ديسمبر عام 1880، وبينما كان وحيدًا في المنزل بينما كانت عائلته تذهب لحضور عرض سيرك، أدرك للحظة أن فكرته يمكن اختبارها بثقب يرقات نجم البحر الحية. جمع عينات طازجة من شاطئ البحر وبعض أشواك الورد في طريق عودته إلى المنزل. اكتشف ما افترضه، وهو أن الخلية الأميبية تتجمع حول شوكة الورد كما لو كانت تأكلها عندما تخترق الجلد، وتوقع أن الأمر نفسه ينطبق على البشر كشكل من أشكال دفاع الجسم. لخص التجربة قائلاً: افترضت أنه إذا كان افتراضى صحيحًا، فإن شوكة تُغرس في جسم يرقة نجم البحر، خالية من الأوعية الدموية والجهاز العصبي، يجب أن تُحاط بسرعة بالخلايا المتحركة، على غرار ما يحدث لإصبع الإنسان المصاب بشظية. وما إن قيل حتى فعل. في شجيرات منزلنا، نفس الشجيرات التي صنعنا فيها قبل أيام قليلة "شجرة عيد ميلاد" للأطفال على شجيرة يوسفي، قطفتُ بعض أشواك الورد لأضعها مباشرةً تحت جلد يرقة نجم البحر الرائعة، الشفافة كالماء. كنتُ متحمسًا للغاية لدرجة أنني لم أستطع النوم طوال الليل من شدة الخوف من نتيجة تجربتي، وفي صباح اليوم التالي، في ساعة مبكرة جدًا، لاحظتُ بفرحٍ غامر أن التجربة كانت ناجحة تمامًا! شكلت هذه التجربة أساسًا لنظرية البلعمة، التي كرّستُ لها السنوات الخمس والعشرين التالية من حياتي. وهكذا، كانت ميسينا نقطة التحول في حياتي العلمية.